# Exocentrus marginatus
Exocentrus marginatus är en skalbaggsart som beskrevs av Cherepanov 1973. Exocentrus marginatus ingår i släktet Exocentrus och familjen långhorningar. Inga underarter finns listade i Catalogue of Life.